# Belenois sudanensis
Belenois sudanensis is een vlindersoort uit de familie van de Pieridae (witjes), onderfamilie Pierinae.
Belenois sudanensis werd in 1929 beschreven door Talbot.